# Jean Ribault
Jean Ribault (Dieppe, 1520 – Fort Caroline, 1565) è stato un esploratore e navigatore francese.
Nel 1562 venne scelto da Gaspard II de Coligny, capo dei protestanti francesi, per fondare una colonia di 150 ugonotti. Partito assieme a Jacques Le Moyne de Morgues e a René Goulaine de Laudonnière, arrivò in Florida nel mese di aprile e fece costruire nei pressi dell'attuale Jacksonville un forte chiamato Charlesfort in onore di Carlo IX di Francia. Ritornò in Francia in cerca di rinforzi ma, in piena guerra di religione, fu costretto ad emigrare nella protestante Inghilterra, dove però venne imprigionato.
A fine agosto del 1565 Jean Ribault, alla testa di seicento coloni, riapparì in Florida, ma un uragano fece colare a picco le loro navi. Jean Ribault venne ucciso presso Fort Matanzas da truppe spagnole comandate da Pedro Menendez de Avilés.